# Abdelmalek Bettouaf
Abdelmalek Bettouaf est un footballeur algérien né le 16 septembre 1981 à Tlemcen. Il évoluait au poste d'attaquant.

## Biographie
Abdelmalek Bettouaf évoluait en première division algérienne avec son le club formateur de le WA Tlemcen, à l'USM Blida, au CS Constantine à l'ES Sétif, à l'ASM Oran et enfin au MC Oran. Il dispute 91 matchs en inscrivant 11 buts.

## Palmarès
| WA Tlemcen - Coupe d'Algérie (1) : - Vainqueur : 2001-02. |  | MC Oran - Championnat d'Algérie D2 : - Vice-champion : 2008-09. |